# Los Barrios de Bureba
Los Barrios de Bureba település Spanyolországban, Burgos tartományban. Los Barrios de Bureba Aguilar de Bureba, Quintanabureba, Piérnigas, Llano de Bureba, Oña, Navas de Bureba, Quintanaélez, La Vid de Bureba és Vileña községekkel határos. Lakosainak száma 178 fő (2024).

## Népesség
A település népessége az utóbbi években az alábbiak szerint változott:
| Lakosok száma | 258  | 243  | 234  | 224  | 221  | 204  | 207  | 198  | 186  | 178  |
|               | 2001 | 2004 | 2006 | 2009 | 2011 | 2014 | 2016 | 2019 | 2021 | 2024 |